# خوليو ري
خوليو ري (بالإسبانية: Julio Rey de Paz)‏ (و. 1972  م) هو منافس ألعاب قوى، وعداء مراثوني إسباني، ولد في طليطلة، شارك في الألعاب الأولمبية الصيفية 2008، والألعاب الأولمبية الصيفية 2004.

## روابط خارجية
- خوليو ري على موقع الاتحاد الدولي لألعاب القوى (الإنجليزية)
- خوليو ري على موقع اللجنة الأولمبية الدولية (الإنجليزية)
- خوليو ري على موقع أوليمبيديا (الإنجليزية)